# 라파엘 비티
라파엘 비티(Rafael Vitti, 1995년 11월 2일 ~ )는 브라질 배우이자 가수이다.

## 영화
- 노새 사랑 (2005)
- 우리를 (2012)
- 운동하는 꿈 (2014–2015)
- 환상적인 (2015)
- 완전 우둔 (2016)
- 늙은 소년 (2016)
- 도메인 파우스트앙 (2016)
- 록 스토리 (2016)
- 여름 90 (2019)
- 멀티쇼 (2020)